# Platypanchax modestus
Platypanchax modestus – gatunek ryby z rodziny piękniczkowatych (Poeciliidae), jedyny przedstawiciel rodzaju Platypanchax.